# Piengites
Els piengites (en llatí: piengitae, en grec antic: Πιεγγῖται, pienguite) eren un poble de la Sarmàcia europea, que vivien suposadament al riu Piena, afluent del Prípiat, prop de Pinsk (Rússia).